# 李景遺
李景遺（？—537年），赵郡柏人县人，北魏及東魏官员。
李景遺是安州刺史、平棘子李顯甫的族兄弟；定州刺史、晉陽縣伯李元忠的族叔，他年輕時懂武術有膽識，喜歡結集亡命之徒搶劫，成為鄉間忧患。永安末年，兄長南鉅鹿太守李無為因收赃被御史彈劾，囚禁在州內監獄；他率領左右十多名騎兵，冒稱臺使途经州城劫出李無為，州軍無法控制，於是李景遺以俠義聞名。高歡在信都起事，他自行投靠；高歡早聽聞他的事蹟，就給他很好的待遇，命令他和李元忠西山舉兵，和大軍會合，抓拿刺史爾朱羽生；李景遺因軍功除授龍驤將軍、封昌平縣公，食邑八百戶。與爾朱兆作戰期間，他力戰有功，又任命為使持節、大都督、左將軍。太昌初年（532年），進爵昌平郡公，增食邑三百戶，加官車騎將軍。天平初年，李景遺出任潁州刺史，不久在天平四年（537年）被響應西魏崔彥穆起事的潁川太守元洪威殺死，贈官侍中、殷滄二州軍事、大將軍、開府、殷州刺史。子李伽林襲爵。

## 引用
1. 1 2  《北齊書·卷二二·列傳第十四》：李元忠，趙郡柏人人也。曾祖靈，魏定州刺史、鉅鹿公。祖恢，鎮西將軍。父顯甫，安州刺史。……元忠族叔景遺，少雄武有膽力，好結聚亡命，共為劫盜，鄉里每患之。永安末，其兄南鉅鹿太守無為以贓罪為御史糾劾，禁於州獄。景遺率左右十餘騎，詐稱臺使，徑入州城，劫無為而出之。州軍追討，竟不能制。由是以俠聞。
2. ↑  《北齊書·卷二二·列傳第十四》：及高祖舉義於信都，景遺赴於軍門。高祖素聞其名，接之甚厚。命與元忠舉兵於西山，仍與大軍俱會，擒刺史爾朱羽生。以功除龍驤將軍，昌平縣公，邑八百戶。爾朱兆來伐，又力戰有功，除使持節、大都督、左將軍。太昌初，進爵昌平郡公，增邑三百戶，加車騎將軍。
3. ↑  《北齊書·卷二二·列傳第十四》：天平初，出為潁州刺史。未幾，為前潁川太守元洪威所襲殺。贈侍中、殷滄二州軍事、大將軍、開府、殷州刺史。子伽林襲。
4. ↑  《北史·卷六十七·列傳第五十五》：大統三年〔天平四年〕，（崔彥穆）乃與兄彥珍於成皋舉義，因攻拔滎陽，禽東魏郡守蘇淑。仍與鄉郡王元洪威攻潁川，斬其刺史李景遺。